# بلی‌هام
بلی‌هام (به هلندی: Blijham) یک منطقهٔ مسکونی در هلند است که در بلینگ‌وده واقع شده‌است. بلی‌هام ۲٬۱۰۵ نفر جمعیت دارد.